# Cardiophorus sikkimensis
Cardiophorus sikkimensis là một loài bọ cánh cứng trong họ Elateridae. Loài này được Punam & Vasu miêu tả khoa học năm 1997.